# Saad Saleit
Saad Saleit (ar. سعد سليط; ur. 12 maja 1958) – egipski piłkarz grający na pozycji środkowego pomocnika. W swojej karierze grał w reprezentacji Egiptu.

## Kariera klubowa
W swojej karierze piłkarskiej Saleit grał w klubie El Mansoura SC.

## Kariera reprezentacyjna
W 1980 roku Saleit został powołany do reprezentacji Egiptu na Puchar Narodów Afryki 1980. Na tym turnieju rozegrał dwa mecze: grupowy z Tanzanią (2:1) oraz o 3. miejsce z Marokiem (0:2). Z Egiptem zajął 4. miejsce w tym turnieju.